# Pomârla
Pomârla – wieś w Rumunii, w okręgu Botoszany, w gminie Pomârla. W 2011 roku liczyła 2098 mieszkańców.